# Neukirchen an der Vöckla
Pour les articles homonymes, voir Neukirchen.
Neukirchen an der Vöckla est une commune autrichienne du district de Vöcklabruck en Haute-Autriche.